# IC 2616
IC 2616 ist eine Galaxie vom Hubble-Typ S? im Sternbild Großer Bär am Nordsternhimmel, die schätzungsweise 406 Millionen Lichtjahre von der Milchstraße entfernt ist.
Entdeckt wurde das Objekt am 22. März 1903 von Stéphane Javelle.